# Actinopus paranensis
Actinopus paranensis är en spindelart som beskrevs av Cândido Firmino de Mello-Leitão 1920. 
Actinopus paranensis ingår i släktet Actinopus och familjen Actinopodidae. Inga underarter finns listade i Catalogue of Life.